# Paolo Farina
Paolo Farina (Genova, 1º maggio 1806 – Firenze, 25 marzo 1871) è stato un funzionario e politico italiano.
Liberale di orientamento moderato è stato segretario del Consiglio divisionale di Alessandria, vicepresidente e presidente del Consiglio provinciale di Tortona, membro dell'Amministrazione del debito pubblico degli Stati sardi di terraferma, membro del Consiglio generale dell'Amministrazione del debito pubblico, commissario governativo della sede di Milano della Banca nazionale degli Stati sardi, poi del Regno d'Italia.